# Obrazowanie metodą rezonansu magnetycznego
Obrazowanie metodą rezonansu magnetycznego, badanie rezonansem magnetycznym, tomografia rezonansu magnetycznego, w skrócie rezonans magnetyczny – nieinwazyjna metoda uzyskiwania obrazów wnętrza obiektów. Ma zastosowanie w medycynie, gdzie jest jedną z podstawowych technik diagnostyki obrazowej (tomografii), oraz w badaniach naukowych.
Stosowane w literaturze skróty to RM (rezonans magnetyczny), MRI (ang. magnetic resonance imaging), NMR (ang. nuclear magnetic resonance), MR (ang. magnetic resonance), często zamiennie ze znaczeniem „spektroskopia magnetycznego rezonansu jądrowego”.

## Zasada działania

Animacja obrazowania RM

Obrazowanie magnetycznorezonansowe opiera się na zjawisku magnetycznego rezonansu jądrowego. Zjawisko to może zajść w próbce zawierającej jądra o różnym od zera momencie magnetycznym i umieszczonej w silnym stałym polu magnetycznym. W takich warunkach próbka ulega częściowej polaryzacji opisywanej wektorem magnetyzacji. Jeśli tak spolaryzowana próbka zostanie poddana działaniu innego pola magnetycznego, które rotuje w płaszczyźnie prostopadłej do pola głównego, dla pewnej dokładnie określonej częstości tej rotacji zaobserwować można oddziaływanie między wirującym polem a magnetyzacją próbki. Efektem tego oddziaływania jest obrót pewnej części magnetyzacji próbki wokół rotującego wektora indukcji magnetycznej, co w efekcie pozwala wyprowadzić magnetyzację z ustalonego stanu równowagi, w którym początkowo się znajduje. 
Wyprowadzona ze stanu równowagi magnetyzacja precesuje wokół kierunku pola głównego, przy czym ruch ten może być obserwowany. Zanikający sygnał, nazywany sygnałem zaniku indukcji swobodnej, ma częstość rezonansową daną bardzo prostą zależnością – jest ona proporcjonalna do pola, w jakim znajduje się próbka. 
Jeśli różne części próbki znajdują się w różnych polach, nie można mówić o jednej częstości odbieranego sygnału; mamy do czynienia z wieloma częstościami a najczęściej z ciągłym jej widmem. Jeśli mapa pola, w jakim znajduje się próbka, jest znana, informacja przestrzenna może zostać odkodowana, a zebrane sygnały mogą zostać zamienione na obraz próbki. Modulowanie pola głównego i jednoczesny pomiar sygnału rezonansu magnetycznego są podstawą tej metody obrazowania. 
Odkodowanie obrazu nazywane jest rekonstrukcją. Jądrem rezonansowym najczęściej wykorzystywanym w obrazowaniu RM jest proton — jądro atomu wodoru mające niezerowy moment magnetyczny i występujące powszechnie w cząsteczkach wody zawartej w obiektach biologicznych.

## Zastosowania

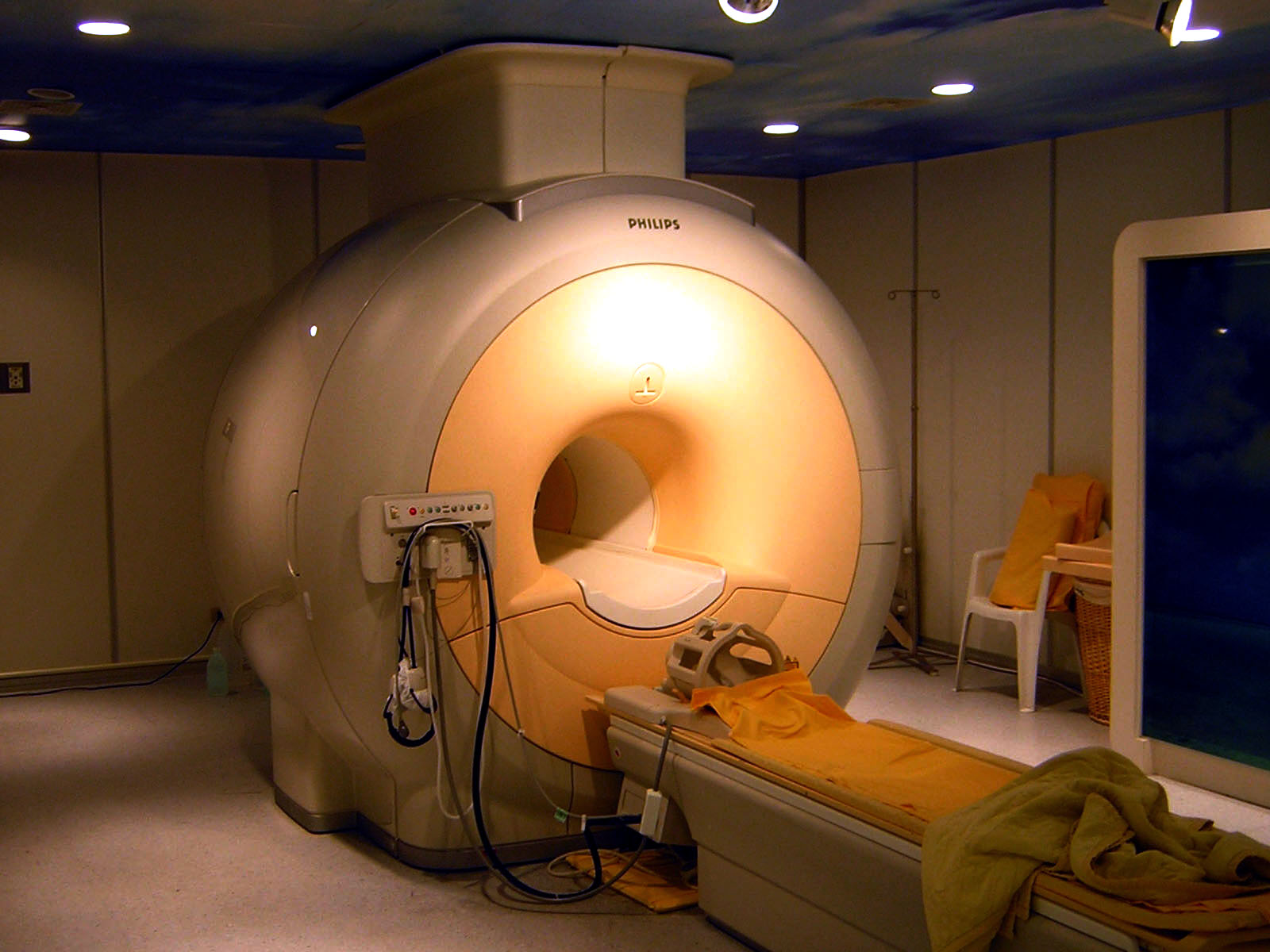
Aparat do badań rezonansem magnetycznym

Obrazowanie za pomocą rezonansu magnetycznego nie wymaga użycia potencjalnie szkodliwego promieniowania rentgenowskiego i jest szczególnie przydatne do wykrywania zmian chorobowych w tkankach, zwłaszcza zasłoniętych kośćmi, co wykorzystywane jest często do badania mózgu, mięśni i serca.
Obrazowanie metodą RM wykorzystywane jest w badaniach praktycznie całego ciała.

### Zastosowania pozamedyczne
Standardowe aparaty medyczne do obrazowania metodą rezonansu magnetycznego mogą być używane do wykrywania kokainy rozpuszczonej w winie, bez otwierania butelek. W tym celu aparat powinien pracować w trybie rejestrowania widma protonowego, na którym możliwe jest zidentyfikowanie dodatkowych sygnałów pochodzących od kokainy. Szczególnie istotne analitycznie są sygnały rezonansowe protonów aromatycznych w zakresie 7–8 ppm, w którym brak sygnałów pochodzących od czystego wina. Czułość metody sięga stężenia 5 mM kokainy (około 1 g/butelkę), to znaczy 80 razy mniej niż podczas prób przemytu narkotyku w winie.

## Rodzaje
Obrazowanie RM może być przeprowadzone w różnych sekwencjach. Pozornie nieznaczne zmiany w ustawieniu podstawowych parametrów obrazowania mogą doprowadzić do uzyskania nieco odmiennych danych, dających różne możliwości diagnostyczne. Ze względu na parametry podstawowe, metody obrazowania dzieli się na:
- obrazy T1-zależne (zob. ilustracja), najlepiej oddające wizualnie strukturę anatomiczną mózgu, gdzie istota biała jest ukazywana w jasnych kolorach, zaś istota szara w ciemnych, płyn mózgowo-rdzeniowy, ropień i guz na ciemno, a miąższ wątroby na jasno
- obrazy T2-zależne, na których istota biała ukazywana jest w ciemniejszych barwach, zaś istota szara w jaśniejszych, płyn mózgowo-rdzeniowy, guz, ropień, naczyniak wątroby i śledziona na jasno, a wątroba i trzustka na ciemno
- FLAIR (ang. fluid-attenuated inversion recovery), pewna modyfikacja sekwencji T2-zależnej, gdzie obszary z małą ilością wody ukazywane są w ciemniejszych barwach, zaś obszary z dużą ilością wody w jaśniejszych. Obrazowanie w tej sekwencji znajduje dobre zastosowanie w wykrywaniu chorób demielinizacyjnych.
- obrazowanie dyfuzyjne, mierzące dyfuzję molekuł wody w tkance. Wyróżnia się tutaj następujące techniki: obrazowanie tensora dyfuzji (DTI, od ang. diffusion tensor imaging), które może być zaadaptowane do obrazowania zmian w połączeniach istoty białej, oraz obrazowanie zależne od dyfuzji (DWI, od ang. diffusion-weighted imaging), które wykazuje dużą skuteczność obrazowania udarów mózgu.

Uzupełnieniem techniki RM jest spektroskopia rezonansu magnetycznego in vivo, pozwalająca na uzyskiwanie widm rezonansu magnetycznego badanych obszarów organizmu.

## Zagrożenia
Jeśli pacjent otrzymuje środek cieniujący, istnieje niewielkie ryzyko wystąpienia reakcji alergicznej, ale jest ono mniejsze niż przy substancjach kontrastowych zawierających jod (powszechnie stosowanych do zdjęć rentgenowskich i tomografii komputerowej). Ponieważ badanie RM wiąże się z oddziaływaniem silnego pola magnetycznego, może nie być wskazane u tych, którym wszczepiono różnego rodzaju aparaty lub metalowe implanty.
Niektóre preparaty zawierające gadolin znacząco zwiększają ryzyko nerkopochodnego włóknienia ogólnoustrojowego, zwanego też nefrogennym włóknieniem układowym (NSF, od ang. nephrogenic systemic fibrosis).

## Nagroda Nobla 2003
Paul Lauterbur z Uniwersytetu Illinois w Urbanie i Champaign oraz Peter Mansfield z Uniwersytetu w Nottingham otrzymali w 2003 roku Nagrodę Nobla w dziedzinie fizjologii lub medycyny za „odkrycia dotyczące obrazowania metodą rezonansu magnetycznego”.